# Юлиян Манзаров (футболен турнир)
Международният юношески турнир „Юлиян Манзаров“ е ежегоден футболен турнир, който се провежда в гр. Свищов.
С този футболен форум, освен да се почете името на един от 12-те загинали в трагедията край река Лим от 2004 г. – Юлиян Манзаров, се дава поле за изява на младите и талантливи момчета, чиито сърца бият за великата игра, наречена футбол. Амбицията на организаторите е турнирът да се превърне в ежегодна среща на футболисти от цял свят, на която те да могат да покажат своите възможности и да бъдат забелязани, и оценени от футболните мениджъри и специалисти вече е факт след като турнирът бе включен в програмите на ФИФА и УЕФА.

## Турнирът през 2004 – Свищов
- 1. ЦСКА (София)
- 2. Литекс (Ловеч)
- 3. Академик (Свищов)
- Най-добър вратар: Николай Петков – Литекс (Ловеч)
- Най-добър защитник: Петър Петров – ЦСКА (София)
- Голмайстор: Константин Филипов – ЦСКА (София) с 3 гола
- Най-коректен състезател: Костадин Динков – Академик (Свищов)
- Най-добър играч: Алекс Смаду – Александрия (Румъния)

## Турнирът през 2005 – Свищов
- 1. Литекс (Ловеч)
- 2. Берое (Стара Загора)
- 3. ЦСКА (София)
- Най-добър вратар: Пламен Колев – Берое (Стара Загора)
- Най-добър защитник: Павел Ковачев – Литекс (Ловеч)
- Голмайстор: Орлин Орлинов – Литекс (Ловеч) с 6 гола
- Купа за спортсменство: Берое (Стара Загора)
- Най-добър играч: Орлин Орлинов – Литекс (Ловеч)

## Турнирът през 2006 – Свищов
- 1. Левски (София)[1]
- 2. Берое (Стара Загора)
- 3. Литекс (Ловеч)
- Най-добър вратар: Лазар Иванов – Левски (София)
- Най-добър защитник: Марко Миленкович – Раднички (Ниш)
- Най-добър нападател: Антон Огнянов – Берое (Стара Загора)
- Голмайстори: Атанас Курдов – Левски (София) и Орлин Орлинов – Литекс (Ловеч) с по 4 гола
- Най-добър играч: Атанас Курдов – Левски (София)
- Купа за спортсменство: Академик (Свищов) – само с 3 жълти картона

## Турнирът през 2007 – Ловеч
- 1. Пелистер[2]
- 2. Литекс (Ловеч)
- 3. Левски (София)
- 4. Пирин (Благоевград)
- 5. Видима-Раковски (Севлиево)
- 6. ЦСКА (София)
- 7. Берое (Стара Загора)
- 8. Академик (Свищов)
- Най-добър вратар: Илчо Петровски Пелистер
- Най-добър защитник: Росен Колев ЦСКА (София)
- Най-полезен и техничен играч: Иван Мишев Литекс (Ловеч)
- Голмайстор на турнира: Иве Трифуновски Пелистер
- Най-комплексен играч: Момчил Цветанов – Литекс (Ловеч)
- Купата за спортсменство: Академик (Свищов)

## Турнирът през 2008 – Свищов
- 1. Левски (София)[3]
- 2. Литекс (Ловеч)
- 3. Цървена звезда
- 4. Стяуа Букурещ
- 5. България юн.
- 6. Пелистер
- 7. ЦСКА (София)
- 8. Академик (Свищов)
- Най-добър вратар: Христо Марев Левски (София)
- Най-добър защитник: Жорже Дурич Цървена звезда
- Най-полезен и техничен играч: Борислав Балджийски Левски (София)
- Голмайстор на турнира: Валентин Валентинов Литекс (Ловеч)
- Най-перспективен играч: Антон Недялков Литекс (Ловеч)
- Купата за спортсменство: Стяуа Букурещ

## Турнирът през 2009 – Етрополе и Правец
Крайно класиране:
- 1. Литекс (Ловеч)[6][7]
- 2. Барселона
- 3. ФА „Христо Стоичков“ (Етрополе и Свищов)
- 4. Стяуа Букурещ
- 5. Славия
- 6. ЦСКА (София)
- 7. Пелистер
- 8. Левски (София)

Индивидуални награди
- Най-добър вратар: Стефано Кунчев (ФА „Христо Стоичков“)
- Най-добър защитник: Емил Грозев Литекс (Ловеч)[8]
- Най-добър полузащитник: Симон Атебо Барселона
- Най-добър нападател: Диего Ферарес Литекс (Ловеч)[9]
- Голмайстор на турнира: Диего Ферарес Литекс (Ловеч)
- Най-добър състезател на турнира: Матей Флорентин Стяуа Букурещ
- Приз за индивидуално спортсменство: Жерар Деулофеу Барселона
- Купата за спортсменство: Барселона

## Турнирът през 2010 – Свищов
Турнирът се провежда в град Свищов от 25 до 30 юли. В него взимат участие отборите на Литекс (Ловеч), ЦСКА (София), Славия, Академик (Свищов), Стяуа Букурещ, Пелистер, Астра Плоещ и Единство Биело Поле от Черна гора. В отборите участват момчета родени през 1992 и 1993 година.
Крайно класиране:
- 1. Литекс (Ловеч)
- 2. Славия
- 3. Стяуа Букурещ
- 4. ЦСКА (София)
- 5. Пелистер
- 6. Йединство Биело Поле
- 7. Астра Плоещ
- 8. Академик (Свищов)

Мач за 3-то и 4-то място Стяуа – ЦСКА 1:0 

Мач за 5-о и 6-о място Пелистер – Йединство 2:0 

Мач за 7-о и 8-о място Астра – Академик 8:0

Индивидуални награди
- Най-добър вратар: Диян Вълков (Славия)
- Най-добър защитник: – Алич Ермин (Йединство)
- Най-добър полузащитник: – Александър Атанасов (Пелистер)
- Приз за индивидуално спортсменство: – Матей Георгица (Астра Плоещ)
- Най-добър нападател: – Георги Амзин (ЦСКА)
- Голмайстор на турнира: Кристиян Тафраджийски (Литекс) с 4 гола
- Купата за спортсменство: Академик (Свищов)
- Най-добър състезател на турнира: Лупеш Влад (Стяуа)

## Турнирът през 2011 – Свищов
Крайно класиране:
- 1. Стяуа Букурещ
- 2. ЦСКА (София)
- 3. Академик (Свищов)
- 4. Йединство Биело Поле
- 5. Литекс (Ловеч)
- 6. Чавдар (Етрополе)

Мач за 1-во и 2-ро място Стяуа (Букурещ) – ЦСКА (София) 3:1

Мач за 3-то и 4-то място Академик (Свищов) – Йединство (Черна гора) 3:1

Мач за 5-то и 6-то място Литекс – Чавдар (Етрополе) 2:0
Индивидуални награди
- Най-добър вратар: Ивайло Крушарски ЦСКА (София)
- Най-добър защитник: Мирослав Маринов Академик (Свищов)
- Най-добър полузащитник: Милош Люич (Йединство Биело Поле)
- Приз за индивидуално спортсменство: Иван Пенев Академик (Свищов)
- Голмайстор на турнира: Думитру Иринел Стяуа Букурещ с 6 гола
- Най-добър състезател на турнира: Гиогану Влад Стяуа Букурещ

## Турнирът през 2012 – Свищов
Крайно класиране:
- 1. Стяуа Букурещ
- 2. ЦСКА (София)
- 3. Литекс (Ловеч)
- 4. Йединство Биело Поле
- 5. Славия
- 6. Академик (Свищов)

Индивидуални награди
- Голмайстор: Кристиян Петков – Литекс (Ловеч)
- Най-добър вратар: Кожухару Александру Стяуа Букурещ
- Най-добър защитник: Ивелин Аладжов – Литекс (Ловеч)
- Най-добър полузащитник: Милош Люич Йединство Биело Поле
- Спортсмен: Лилиян Маринов Академик (Свищов)
- Най-добър състезател: Пушкаш Кристиан Стяуа Букурещ
- Любимец на публиката (награда на община Свищов): Брага Габриел Стяуа Букурещ
- Наградата на фенклуб „Манчестър Юнайтед“: – Енвер Ризвлиович Йединство Биело Поле